# Stekpoeder

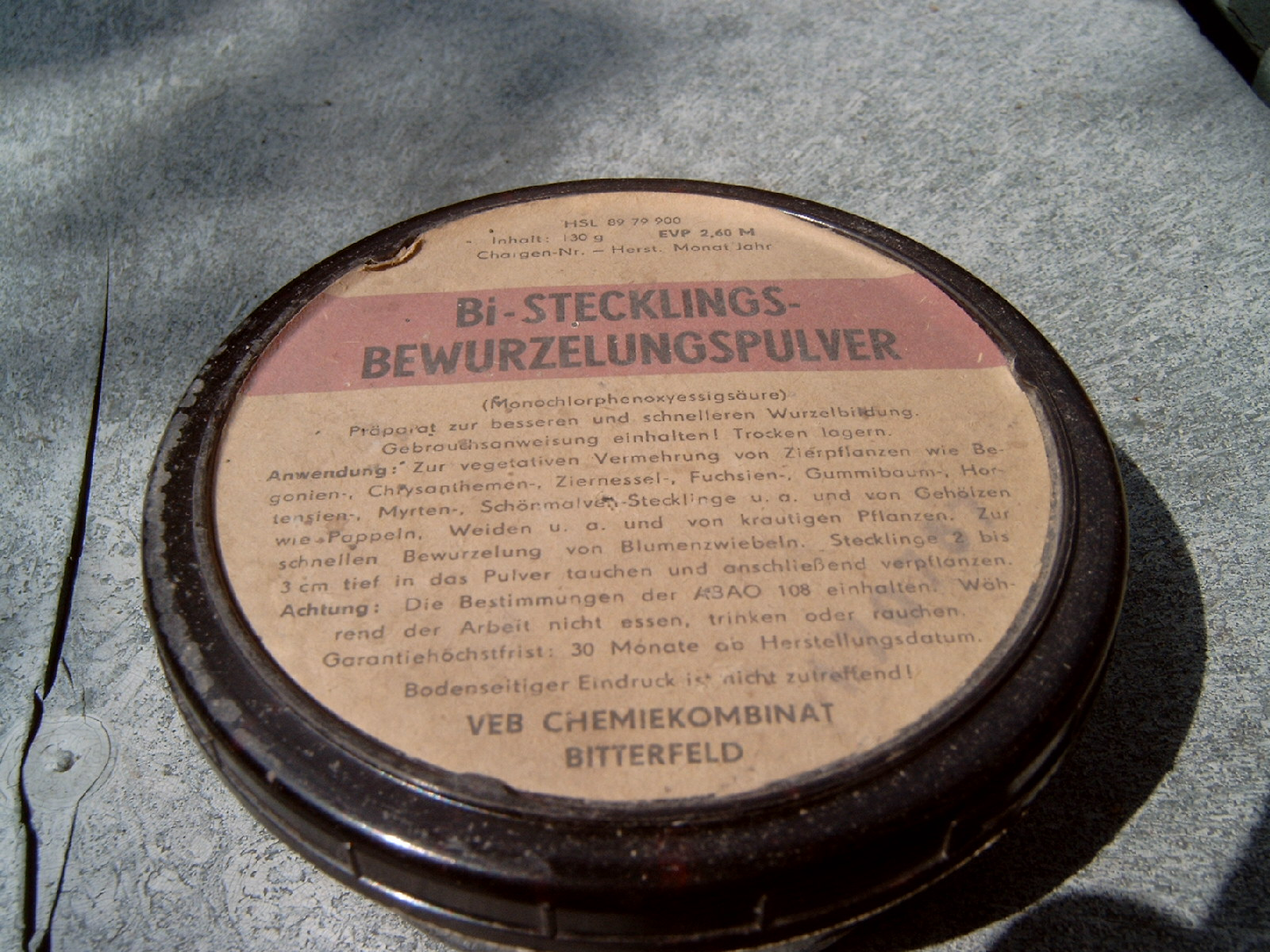
Stekpoeder uit de voormalige DDR

Stekpoeder is poeder dat bepaalde groeiregulatoren (plantenhormonen) bevat, zodat stekken van planten beter wortelen.

## Samenstelling
Stekpoeder bestaat uit talk met daaraan toegevoegd een groeiregulator in een bepaalde concentratie. Een te lage of een te hoge concentratie van de groeiregulator werkt in het geheel niet of kan schade veroorzaken.

## In Nederland toegelaten producten
De volgende groeistoffen uit de groep van de auxines zijn in Nederland geregistreerd onder de wet bestrijdingsmiddelen:
- Indool-3-azijnzuur (IAZ of merknaam Rhizopon A) in de concentraties 0,5%,0,7% en 1%
- Indool-3-boterzuur (IBZ of merknaam Chryzo-serie) in de concentraties 0,1%, 0,25%, 0,4%, 0,6%, 0,8%. In de vorm van Rhizopon AA zijn de concentraties 0,5%, 1%, 2%, 4% en 8% verkrijgbaar. Het verschil tussen de Chryzo-serie en de Rhizoponon AA is naast de concentraties de talksoort. De Chryzo-serie bevat een talksoort met kleinere deeltjes. De Chryzo-serie is in de jaren 70 van de twintigste eeuw op de markt gebracht voor de Chrysantenteelt.
- α-naftylazijnzuur (NAZ of merknaam Rhizopon B) de concentraties  0,1% en 0,2%, α-naftylazijnzuur werkt ongeveer 5 maal zo sterk als β-indolylazijnzuur.

β-indolylazijnzuur
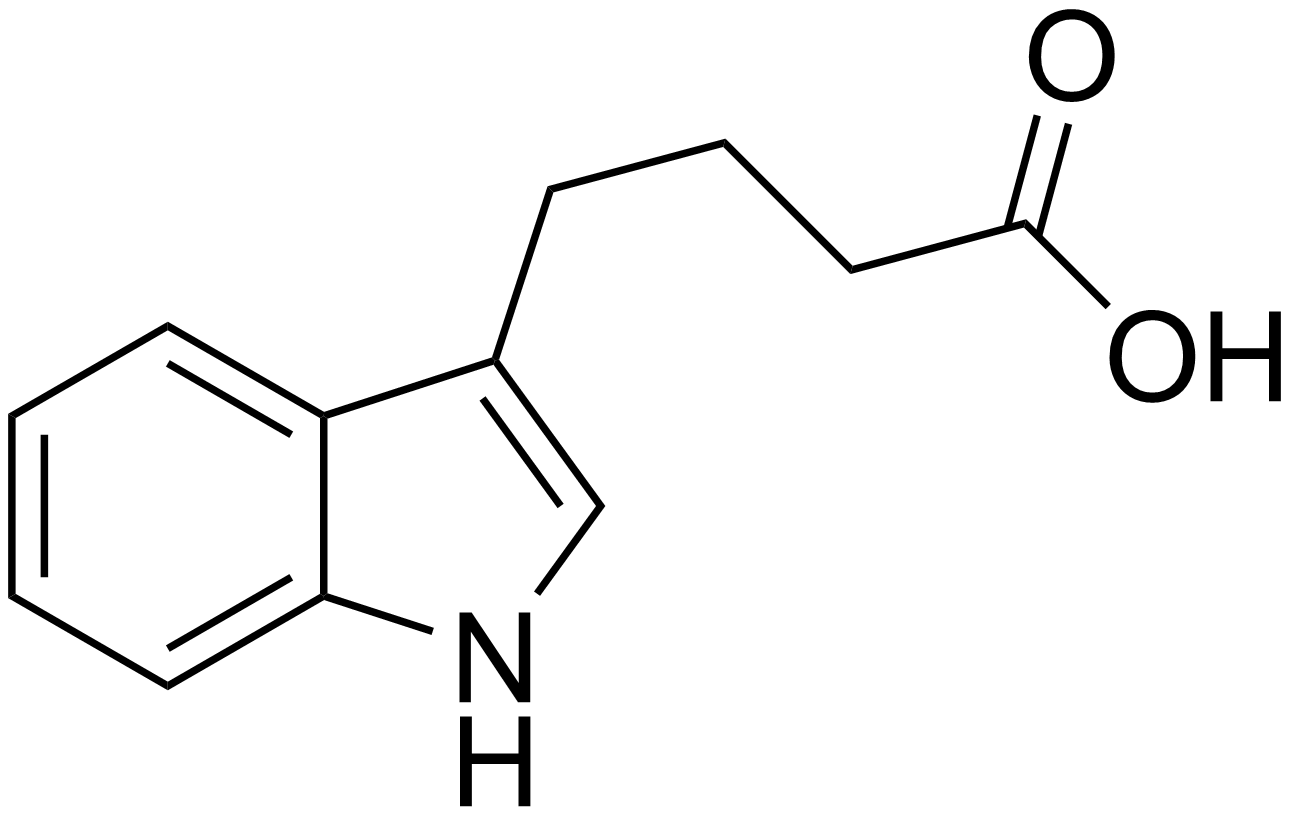
β-indolylboterzuur
α-naftylazijnzuur

## Gebruik
De te gebruiken groeistof en de concentratie is afhankelijk van de te stekken plantensoort. De stek wordt geknipt of gesneden van een loot (jonge tak) van een moederplant. Vervolgens wordt ongeveer 1-2 cm van de basis van de stek in het stekpoeder gedipt. Het overtollige stekpoeder wordt van de stek geschud, waarna deze in het stekmedium wordt gestoken. Vervolgens wordt de stek in een warme en vochtige omgeving geplaatst door de stek bijvoorbeeld af te dekken met plastic of onder een waternevel. Het is van het grootste belang te voorkomen dat het stekje uitdroogt. Ook het stekmedium moet goed vochtig zijn. Ook is het mogelijk stekken gedurende 4 tot 24 uur in een oplossing van de groeistof te plaatsen, de zogenoemde opzuigmethode. Ook kunnen de stekken gedurende een paar seconden ondergedompeld worden in een groeistof-oplossing.